# ヴォイチェフ・フォルトゥナ
ヴォイチェフ・フォルトゥナ（Wojciech Fortuna、1952年8月6日 - ）は、ポーランド、ザコパネ出身の元スキージャンプ選手。

## 経歴
それまでFISの大会では18位が最高というほとんど無名の19歳の選手だったが、1972年札幌オリンピックのスキージャンプでは70ｍ級で日本の「日の丸飛行隊」らに次ぐ6位入賞を遂げると、続く90m級で金メダルを獲得した。このとき、1本目にただ一人K点（極限点）を越える111mをマークし、他の選手に大きなアドバンテージをつけ、2本目は87.5mとこの回22位になる失敗ジャンプにもかかわらず、逃げ切り金メダルを獲得した。銀メダルのヴァルター・シュタイナー（スイス）との差はわずか0.1点だった。
オリンピック後は目立った成績が残せず1978年に引退。その後はタクシー運転手になり、1986年からアメリカでスポーツトレーナーの職を得、1998年には絵画販売の会社を興した。2003年5月にポーランドへ帰国、地域のスポーツ振興に力を注ぐ傍らテレビ局のスポーツコメンテーターなども務めている。
2010年に開催されたバンクーバーオリンピックのクロスカントリー女子30kmクラシカルでユスチナ・コヴァルチックが金メダルを獲得するまで、ポーランドの冬季オリンピックにおける唯一の金メダリストだった。

## 著書
フォルトナは以下の2冊の本を著した。
- Prawda o Sapporo (1993)（札幌の真実）
- Szczęście w powietrzu (2000)（空中の幸福）